# Nefelometrie
Nefelometrie (také tyndallometrie) je fyzikálně chemická analytická metoda pro měření koncentrace koloidních disperzí. Při stálé koncentraci je možné měřit i velikost koloidních částic. Je založena na měření intenzity rozptylu světla a absorpce světla.
Při této metodě se využívá speciálních optických vlastností koloidních disperzí. Světlo procházející v určitém směru do koloidů způsobuje kolmo na tento směr opalescenci, která je způsobena rozptylem světla na koloidních částicích. Tento úkaz se nazývá Tyndallův jev.

## Princip metody
Při průchodu světelných paprsků kapalinou, která obsahuje jemně rozptýlené nerozpuštěné částice (suspenze, koloidní disperze), dochází k rozptylu světla do všech směrů a intenzita procházejícího světla se zmenšuje v závislosti na koncentraci suspendovaných částic.
Do vzorku vniká primární světlo a měří se intenzita sekundárního světla, které se odráží od částic v určitém úhlu ke směru, kterým do vzorku primární světlo vniklo. Koncentraci suspendovaných částic lze zjišťovat dvojím způsobem:
- měřením světelného toku, který je částicemi odrážen kolmo nebo pod určitým úhlem na směr dopadajícího paprsku. Tento způsob měření se označuje jako nefelometrie.
- měřením světelného toku po průchodu prostředím ve směru dopadajícího světelného toku ze zdroje. Tento způsob měření se označuje jako  turbidimetrie.

## Měřící přístroje
Nefelometr je přístroj k měření koncentrace látek založený na měření intenzity rozptýleného světla v ose kolmé na zdroj světla. Turbidimetr je přístroj k měření koncentrace látek založený na měření poklesu intenzity světla způsobeného jeho rozptýlením a to ve směru paprsku světla. Moderními přístroji lze stanovit objemové koncentrace 10-5 % i nižší.
Většina přístrojů pro měření zákalu vody používá průtočnou vzorkovací celu s průtokem obvykle 0,2 až 20 l/min. Světelný paprsek vstupuje do cely a opouští ji přes optická okénka. Detektor rozptýleného světla je v úhlu 90° vůči procházejícímu paprsku.
Vyšší hodnoty zákalu není možné měřit při úhlu detekce 90°, neboť zvýšený počet částic zvyšuje vícenásobný rozptyl světla. Proto se využívá dvoukanálová (dvoupaprsková) metoda, kdy se rozptýlené světlo současně měří pod úhlem 90° a 25°. Signál z úhlu 90° indikuje množství malých částic, signál z úhlu 25° indikuje množství velkých částic.
Je nutné empirické kalibrování přístrojů, neboť intenzita rozptýleného světla závisí na mnoha faktorech.  Především závisí na koncentraci částic ve vzorku a na úhlu rozptylu, dále na vlnové délce použitého světla a na vlastnostech nerozpustných částic v kapalině (velikost částic, jejich tvar, barva a index lomu).

## Použití
Přístroje pro snímání zákalu se používají ve vodárnách a čističkách vod při kontrole pitné vody. Zjišťují kvalitu neupravené vody, kontrolují písková filtrační zařízení a řízení jednotlivých stádií při úpravě vody. Dále se využívají při měření sedimentujících látek v odpadních vodách.
V potravinářském průmyslu se používají pro měření čirosti piva i různých dalších alkoholických i nealkoholických nápojů (víno, ovocné šťávy atd.). Využívají se i při výrobě biomasy, kde měří její koncentraci a sledují činnost filtračních zařízení.
Nefelometrie a turbidimetrie se uplatňují i v medicíně. Nejčastěji se používají při imunochemických reakcích, kde zákal tvoří komplexy antigen-protilátka.

## Jednotky
Nejčastějšími jednotkami jsou
- NTU - Nephelometric Turbidity Units
- FNU - Formazin Nephelometric Unit
- FTU - Formazin Turbidity Unit
- ppm - parts per million